# Chrystian Piotr Aigner

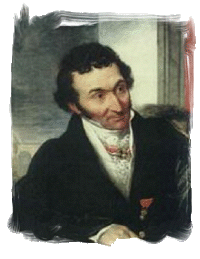
Chrystian Piotr Aigner

Chrystian Piotr Aigner (* 1756 in Puławy, Polen; † 9. Februar 1841 in Florenz, Italien) war ein polnischer Architekt des Klassizismus und Architekturtheoretiker.

## Biographie
Er studierte in Italien Architektur und war in Rom Mitglied der Accademia di San Luca. Um 1780 kehrte er nach Polen zurück und wirkte vor allem in Warschau (bis 1825) und Krakau (bis 1827). Unweit von Warschau realisierte er in der Parkanlage von Puławy Staffagebauten nach den Wünschen der Czartoryskis. Danach siedelte er wieder nach Italien über. Er schuf zahlreiche Gebäude im klassizistischen Stil in Warschau. Seit 1817 war er Professor für Architektur an der Universität Warschau. Seine Bautätigkeit ist vor allem durch den reifen italienischen und empiristischen Klassizismus geprägt, später schuf er auch im romantischen Klassizismus, der seine Wurzeln in der polnischen Architekturgeschichte hatte, sowie in der Neogotik. Seine bekannteste theoretische Arbeit ist die „Abhandlung über antike und slawische Tempel“.

## Werke
- Palast in Igołomia
- Palast in Zarzecze
- Umbau des Schlosses in Łańcut
- Kirche in Międzyrzec Podlaski
- Palast in Olesin

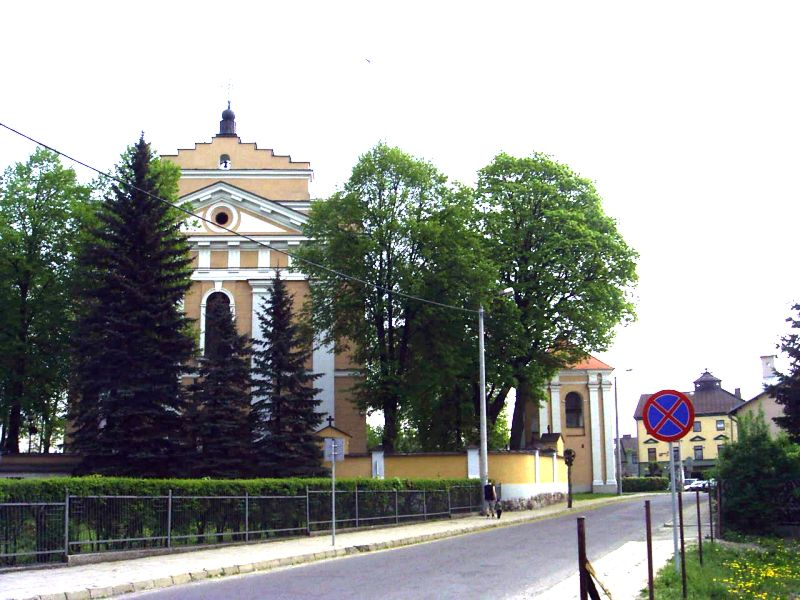
St.-Nicholas-Kirche in Międzyrzec Podlaski

- Der Schlosskomplex Sybillentempel, Gotisches Haus, Schlosspark und Schlosskirche in Puławy
- Die Alexanderkirche in Suwałki

### In Warschau
- Die St.-Alexanderkirche
- Umbau der Fassade der St.-Anna-Kirche (zusammen mit Stanisław Kostka Potocki)
- Umbau der Fassade der St.-Andreas-Kirche
- Sommerresidenz Morysin bei Wilanów (zusammen mit Stanisław Kostka Potocki)
- Die Münze
- Die Sternwarte
- Ausbau des Krasiński-Palastes
- Ausbau des Präsidentenpalastes
- Freitreppe der Heilig-Kreuz-Kirche